# George Floyd halála
George Floyd halála óriási nemzetközi felháborodást kiváltó incidens volt Minneapolisban, az USA Minnesota államában 2020. május 25-én. Az esemény során Derek Chauvin fehér rendőrtiszt súlyosan erőszakos módon lépett fel a George Floyd nevű, afroamerikai férfival szemben, aki az intézkedés következtében életét vesztette.
Az incidens, amelyről videófelvétel készült, hatalmas médiavisszhangot kapott, és óriási felháborodást váltott ki nem csak az Egyesült Államokban, hanem világszerte. A következő napokban hatalmas tüntetési és lázongási hullám kezdődött az érintett városban és további több mint 100 nagyvárosban a világ minden táján, eleinte békésen, később pedig erőszakos incidensekbe és összetűzésekbe átcsapva.

## Események
2020. május 25-én az esti órákban négy minnesotai rendőr intézkedett a büntetett előéletű George Floyd 46 éves afroamerikai férfival szemben, miután a jelentés szerint Floyd korábban hamis 20 dollárossal próbált meg fizetni egy csomag cigarettáért egy zöldségesüzletben. A rendőrségi közlemény szerint a férfi ellenállást tanúsított az intézkedés során, és eközben sebesült meg. A nyilvánosságra került videófelvételeken az látszik, kezdetben nem szegült ellen, amikor a rendőrök kirángatták az autójából. Az intézkedés során Floyd viselkedése megváltozott, és ellenszegült. Derek Chuavin a dulakodás után a földre tepert Floyd nyakára térdelt, teljes testsúlyával ránehezedve, Floyd halála ennek következtében állt be. A későbbi jelentés szerint a férfi módosult tudatállapotban ült autóba, ezt követően pedig ellenszegült a rendőröknek, ezért volt szükséges erőszakosabban fellépni vele szemben.
Az intézkedés során a 44 éves Derek Chauvin rendőrtiszt a járőrkocsi mellett a földre teperte a korábban már megbilincselt férfit, majd Floyd nyakára térdepelt csaknem kilenc percen keresztül. Nem hagyta megmozdulni, aminek következtében a férfi nem kapott levegőt. Floyd könyörgött a rendőrnek, hogy hagyja lélegzethez jutni, a szemtanúk szerint jól látható volt, hogy levegőért kapkodott, és az orra vére is eleredt, majd végül nem mozdult többet. Az ügyben megkérdezett patológus véleménye szerint ilyen erejű nyomás a nyakra már néhány másodperc alatt ájulást, négy percen túl pedig halált okozhat. Ezután Floydhoz mentőt hívtak, és a Hennepin County Medical Centre kórházba szállították, ahol hivatalosan is halottnak nyilvánították. Az eseményről számos, helyszínen tartózkodó járókelő készített videófelvételt a mobiltelefonjával.

## Következmények
Az ügy másnapján Chauvint, aki 19 éve szolgált a minneapolisi rendőrségnél, valamint az intézkedésben részt vevő három társát elbocsátották a rendőrség állományából, három nappal később pedig Chauvint letartóztatták, és gyilkossággal, valamint gondatlanságból elkövetett emberöléssel vádolták meg, később pedig társai ellen is vádat emeltek bűnrészesség miatt. Felesége az eseményeket követően válókeresetet adott be Chauvin ellen.

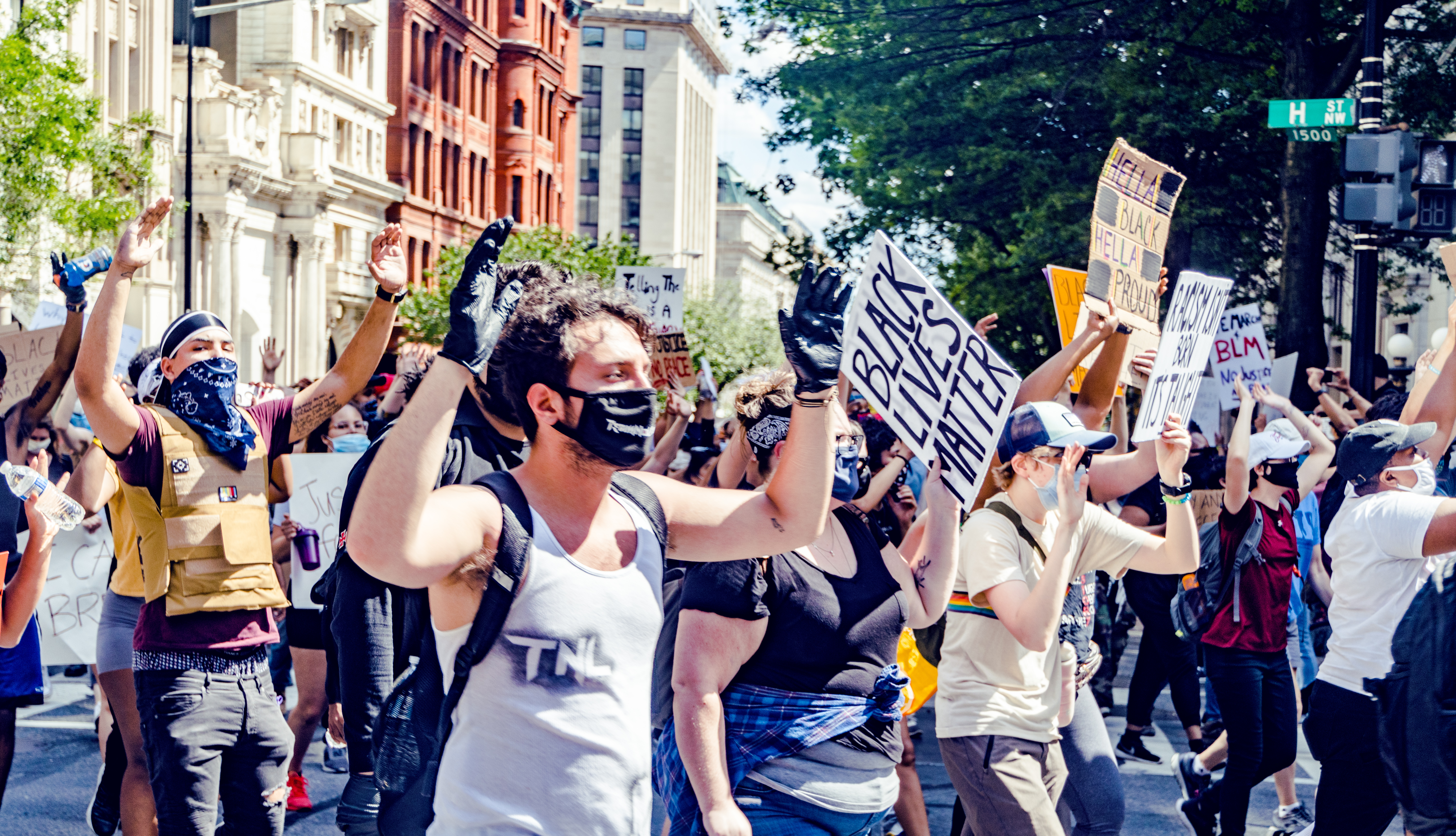
Tüntetők Washingtonban, 2020. május 31-én

Az ügy híre hatalmas sebességgel elterjedt nem csupán az Egyesült Államokban, de a világ minden pontján. A felvételek felkerültek az internetre, és bejárták a világsajtót, óriási felháborodást váltva ki, melynek következtében demonstrációk, majd zavargások kezdődtek Minneapolisban. A tüntetők elfoglaltak egy rendőrőrsöt, tüzeket gyújtottak, máshol pedig erőszakos összecsapások történtek a hatóságok és a tiltakozók között, és gyakorivá váltak a fosztogatások, betörések is. A zavargásokban egy ember meghalt, miután vélhetően egy zálogház tulajdonosa agyonlőtte. Donald Trump amerikai elnök felhívta a résztvevők figyelmét, hogy ha a zavargások folytatódnak, beveti a Nemzeti Gárdát.
Az általánosan elterjedt zavargások résztvevői súlyos károkat okoztak a helyi vállalkozók üzleteiben, többek között egy fegyverboltot is ki akartak rabolni, és többször rálőttek a rendfenntartó erők tagjaira. St. Louisban négy rendőrt lőttek le, Las Vegasban pedig egy rendőrt lőttek meg, őt súlyos állapotban vitték kórházba. A zavargások erőszakossá fajulását Donald Trump elnök egyértelműen a szélsőbaloldali, fasiszta eszközöket használó antifasiszta szervezet számlájára írta, mely szervezetet terrorszervezetté kívánt nyilvánítani, többek között a szervezet szélsőségesen erőszakos, felforgató és gyűlölködő megnyilvánulásai miatt.
Az esetet követő napokban a világ számos nagyvárosában tartottak tüntetést a rasszizmus és a rendőri túlkapások ellen.

## Meghallgatások

### Chauvin
Chauvin meghallgatása 2021. március 8-án kezdődött a Hennepin megyei körzeti bíróságon, s április 19-ig tartott a pere.
2021. április 20-án a bíróság bűnösnek találta Chauvint mindhárom vádpontban, amelyek közé tartozott gondatlanságból elkövetett emberölés, másodfokú szándékos gyilkosság és harmadfokú gyilkosság. Ő volt az első fehér minnesotai rendőr, akit elítéltek egy fekete ember meggyilkolásáért és mindössze a második rendőr, akit gyilkosság vádjával elítéltek. Chauvin elítélését követően Cahill bíró megvonta tőle az óvadék lehetőségét, és visszahelyezték rendőri őrizetbe, tekintve, hogy a volt rendőr egyéb esetben veszélyben lett volna.
A végső döntés alapján Chauvin 22,5 évet fog börtönben tölteni.

### Kueng, Lane és Thao
2020. június 10-én Lane-t elengedték óvadék ellenében, miután ügyvédje azt nyilatkozta, hogy Lane felhívta Chauvin figyelmét arra, mekkora sérelmet okoz Floydnak. Június 19-én Kueng lett a második, akit elengedtek, szintén óvadék ellenében. Thaót július 4-én engedték el.
Kueng, Lane és Thao meghallgatása együtt kezdődött 2022. március 7-én.